# Japanska mitologija
Japanska mitologija se temelji na obožavanju različitih božanstava koja su uglavnom vezana za prirodu i razne aspekte ljudskog života. Temelji se na suživotu s prirodom. Ona objedinjuje mnoge budističke tradicije i vjerovnja, šintoističku religiju i razna usmena predanja. U japanskoj mitologiji postoje brojna božanstva (više od osam tisuća) koja se štuju u hramovima ali i raznim svetkovinama, te svetim mjestima (planina Fuji-san). Sva japanska božanstva se jednim imenom nazivaju kamiji, odnosno duhovi prirode. Najvažnija knjiga, odnosno zbirka japanskih mitova Kojiko ili Sjećanje na drevne stvari koja je nastala u vremenu naleta budizma na Japan. Tada je car naredio dvorskoj dami iznimnog pamćenja Heido-no-Are da zapamti sve mitove da bi ih sedam godina kasnije ispričala pjesniku koji je onda sastavio Kojiko. Druga najvažnija zbirka japanskih mitova je Ninhonshoki. Neobična je simbolika boja u japanskoj mitologiji, tako da je svaka boja povezana s nekim kamijem.

## Japanski panteon
Zanimljivo je da je vrhovno božanstvo japanskog panteona žensko, dakle božica, a to je Amaterasu. Japanski panteon sačinjava više od osam tisuća božanstava, kamija, od kojih su najvažnija:
- Aji-suki-taka-hi-kone, bog grmljavine
- Amaterasu, božica Sunca i vrhovno božanstvo
- Ame-no-Kagaseo, bog zla i zvijezda, posebno Sjevernjače
- Ame-no-Uzume, božica zore
- Awashima, bog vatre, vulkana i zemljotresa
- Chimata-no-kami, bog puteva i raskrsnica
- Fujin, demonski bog vjetra
- Hachiman, bog rata, reinkarnacija cara Ojina
- Hoderi i Hoori, dva božanska brata, predstavnici drevnih vještina lova i ribolova
- Ihu-naga, božica kamenja
- Inari, bog riže i poljodjelstva
- Kawa-no-kami, bog rijeka i poplava
- Ko-no-hana, božica proljeća, cvijeća i cvjetanja
- Nai-no-kami, bog zemljutresa
- Oto-Hime, božica koja vlada Podvodnim Rajem za dobre duše
- O-Yama-Tsu-mi, vrhovni bog planina (jer je svaka planina imala svoje božanstvo)
- Raijen, demonski bog grmljavine
- Ryujin, bog mora
- Sengen-Sama, božica svete planine Fuji
- Shichi Fukujin, sedmero božanstava sreće i dobrog slučaja

1. Benten, božica blagostanja, glazbe, ljepote i gejši
2. Bishamonten, budistički bog rata, zaštitnik od demona, simbol zakona i reda
3. Daikoku, šintoistički bog napretka i poljodjelstva, često prikazivan kako leži na balma riže sa slamčicom riže u ustima
4. Ebisu, šintoistički bog dobiti i teškog rada
5. Fukurokuju, japanski bog mudrosti, omiljenosti i dugovječnosti
6. Hotei Osho, bucmasti budistički bog velikodušnosti, zahvalnosti, darežljivosti i dugog života
7. Jorojin, japanski bog sretne mladosti i dugog života

- Shine-tsu-hiko, bog zraka
- Susano, bog mora i oluja, brat Amaterasu
- Takitsuhiko, božica kiše
- Tatsuta Hime, božica vjetra i jeseni
- Tsukuyomi, bog Mjeseca, noći i zvijezda, brat Amaterasu
- Uke Mochi, božica hrane i opskrbe, Inarijeva žena i mnogi drugi.

## Stvaranje svijeta
Izanagi (Izanagi-no-kami, tj. onaj koji zove) i Izanami (Izanami-no-kami, tj. ona koja je pozvana) su brat i sestra, glavna božanstva u japanskoj mitologiji. Njih su stvorila nebeska božanstva, zajedno s drugih 10 zemaljskih božanstava, i samo je njima bilo povjereno da dovrše i učvrste stvaranje Zemlje u čiju svrhu su im dali draguljsko koplje. 
Stojeći na nebeskom lebdećem mostu (duga, Mliječna staza ili sl.) zabadali su kopljem prema dolje komešajući ocean uz zvuk bućkanja. Nakon što su podigli koplje, kapi mora padale su s njegova vrha i zgrušavale se u otok. Izanagi i Izanami siđoše s Neba na otok te podigoše nebeski stup i prostranu palaču. Tada otkriše da su različitih spolova i sjediniše se oko nebeskog stupa. Njihovo je dijete deformirani Hiruko (u šintoizmu znan kao bog Ebisu). 
Nakon što su udovoljili pravilima prosidbe, bilo im je omogućeno da rode mnoštvo potomaka. Iz tog braka se rodilo 14 japanski otoka: Oh-yashima-guni (velika zemlja s osam otoka, drevno ime za Japan) i manji otoci japanskog arhipelaga, te 40 božanstava povezanih s kuama, vjetrovima, rijekama, planinama, poljima, žetvom, vatrom, proizvodnjom i rađanjem. 
Kad je Izanami rađala posljednjeg sina. boga vatre Kasutsuchi-no-kamija, toliko je opekla svoj spolni organ da je iščeznula u Yomi-no-kuni, podzemni svijet i zemlju mrtvih. Jadikujući i plačući, Izanagi pokopa svoju voljenu ženu u planini Hiba na granici provincije Izumo. Potom izvuče dugački mač i odrubi glavu djetetu koje je uzrokovalo njezinu smrt. Pet planina bogova postale su kada je Izanagi sasjekao boga vatre u komadiće, a među njima je glavni bog planina O-Yama-Tsu-mi.

## Svjetovi japanske mitologije
U japanskoj mitologiji postoji više svjetova, od kojih je svaki naseljen nekim bićima (bogovima, ljudima, mrtvima...) Tako se svjetovi japanske mitologije dijele u tri grupe: 
- Takama-ga-Hara, svijet bogova,
- Ashihara-no-Nakatsukuni, svijet ljudskih bića i
- Yomi-no-Kuni, svijet mrtvih.

## Harai
Izanagi je bezuspješno pokušavao izbaviti Izanami iz zemlje Yomi-no-Kuni. Kada je napokon pronašao ona je već bila u raspadanju i prepuna larvi, a osam gromovnih božanstava u obliku zmija joj je obuzelo različite dijelove tijela. Izanagi je poplašen utekao i zakrčio prolaz u Yomi-no-Kuni golemim stijenama, te su ta dva božanstva izgovorila utanačene riječi za rastavu braka. Tada je Izanami obećala kako će svakog dana pobiti tisuću ljudi iz Izanagijeve zemlje. Izanagi je odgovorio kako će dati da se svaki dan rodi tisuću i pol. Vraćajući se na ovaj svijet, Izanagi je pošao Awagihari na ušće rijeke Tsukushi (Kyushu), gdje se očistio od nećistoće podzemnog svijeta u kojemu se rodilo troje njegove plemenite djece (božica Sunca Amaterasu, bog Mjeseca Tsukuyomi i bog oluje Susano). 
U šintoističkoj religiji Izanagijevo kupanje predstavlja važan ritual čišćenja (harai).